# Microtus miurus
Microtus miurus är en däggdjursart som beskrevs av Wilfred Hudson Osgood 1901. Microtus miurus ingår i släktet åkersorkar och familjen hamsterartade gnagare. IUCN kategoriserar arten globalt som livskraftig. Inga underarter finns listade i Catalogue of Life.

## Utseende
Denna gnagare blir med svans 134 till 156 mm lång, svanslängden är 18 till 29 mm och vikten varierar mellan 28 och 51,3 g. Sorken har 14 till 22 mm långa bakfötter och 10 till 17 mm långa öron. Pälsen på ovansidan har en gulbrun till rödbrun färg och den blir mer gråaktig eller ljusare gulbrun på bålens sidor. Undersidans päls bildas av hår som är grå vid roten. Deras spets kan vara ljusbrun-gul eller ljusgrå till vit. Hos vuxna hannar förekommer dessutom en ljus fläck på kroppssidan vid en körtel. Artens korta svans har främst en ljusbrun till vit färg. Några individer har en gul eller rödaktig fläck bakom öronen. Pälsen byts två gånger per år under senare våren eller tidiga sommaren samt under hösten. Tandformeln är I 1/1 C 0/0 P 0/0 M 3/3, alltså 16 tänder.

## Utbredning och habitat
Denna gnagare förekommer i nordvästra Kanada och Alaska. Den lever i tundran, ofta nära vattendrag. Dessutom kan det finnas dvärgformer av videsläktet i utbredningsområdet.
I bergstrakter når Microtus miurus antagligen 2000 meter över havet.

## Ekologi
Individerna lever i självgrävda underjordiska bon eller de ockuperar en jordhåla som skapades av en jordekorre. De äter bland annat Oxytropis arctica, växter av lupinsläktet, arter av fräkensläktet, halvgräs samt blad och kvistar av vide. Microtus miurus livnär sig även av rötter. Den kan vara aktiv under alla dagtider.
Hannar och honor har sina bon nära varandra vad som kan uppfattas som en koloni men under vissa tider är de aggressiva mot artfränder av samma kön. Parningen sker mellan juni och augusti och per kull föds upp till 12 ungar. Antagligen är det bara ungdjuren som överlever fram till nästa vår.
Denna sork skapar högar av torrt gräs som förråd. Arten liknar i detta beteende pipharar som förekommer i samma region. Det underjordiska boet har en gång som vanligen är 20 cm lång samt ett rum som ligger tät under markytan. Ibland når tunneln 100 cm längd. I mera sällsynta fall samlar arten förråd i boet. Microtus miurus har bra simförmåga och den kan klättra i växtlighetens låga delar.
Sorken jagas bland annat av grå lavskrika, av måsar, av ugglor, av labbar, av brunbjörnen, av vargen, av rävar, av järven och av mårddjur.
Dräktigheten varar cirka 21 dagar och ungarna föds nakna, blinda och döva. De öppnar sina ögon efter ungefär 12 dagar och efter cirka 20 dagar slutar modern med digivning. I fångenskap infaller könsmognaden för hannar efter 24 dagar och för honor efter 41 dagar. Den första framgångsrika parningen sker däremot inte före 6 månaders ålder.
Microtus miurus påminner även om pipharar med sitt höga pipande varningsläte. Den fick därför det engelska trivialnamnet singing vole.